# Cryptandra filiformis
Cryptandra filiformis är en brakvedsväxtart som beskrevs av Anthony R. Bean. Cryptandra filiformis ingår i släktet Cryptandra och familjen brakvedsväxter. Inga underarter finns listade i Catalogue of Life.